# Ville di Napoli

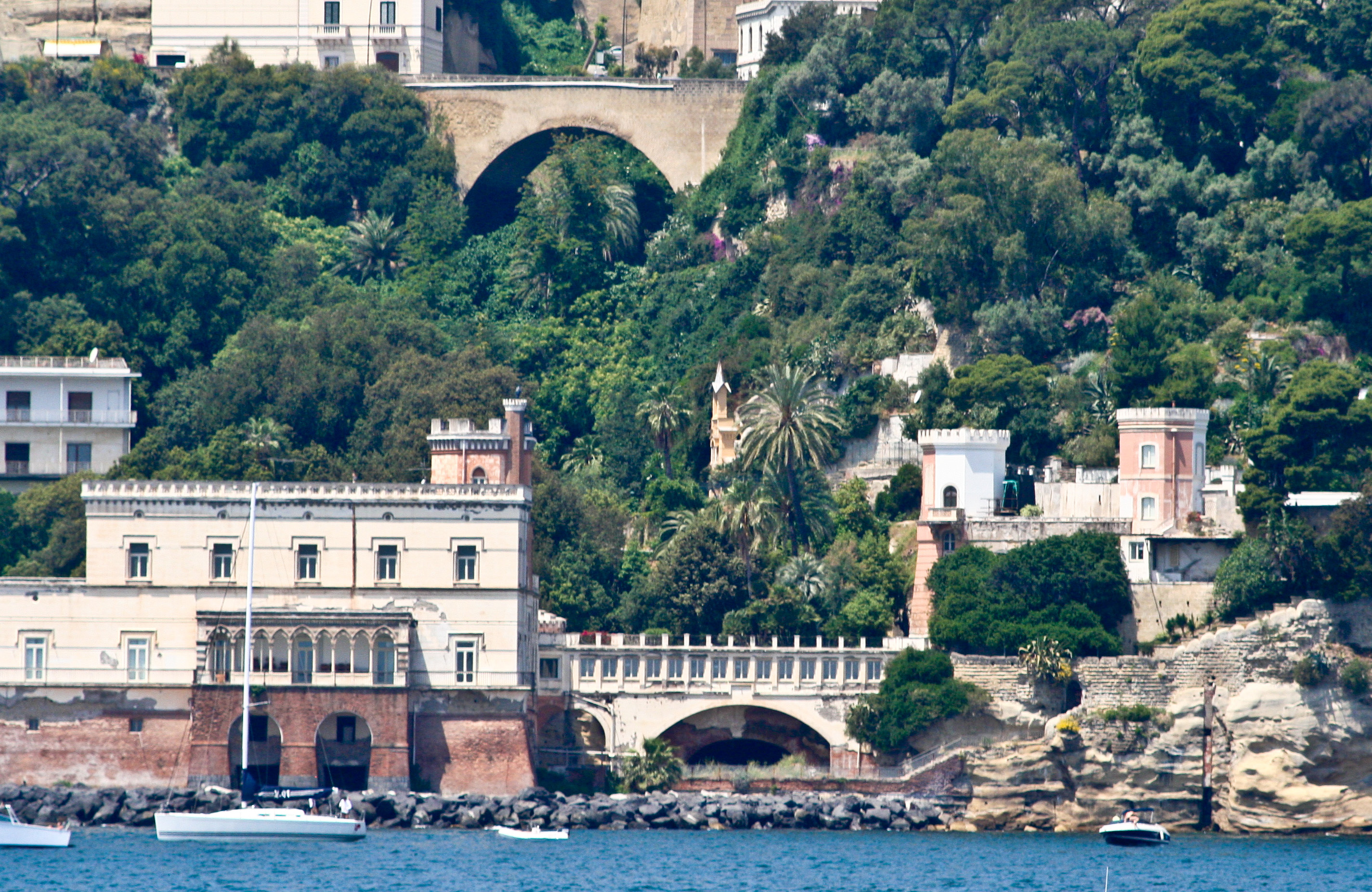
Villa Rocca Matilde sulla costa di Posillipo

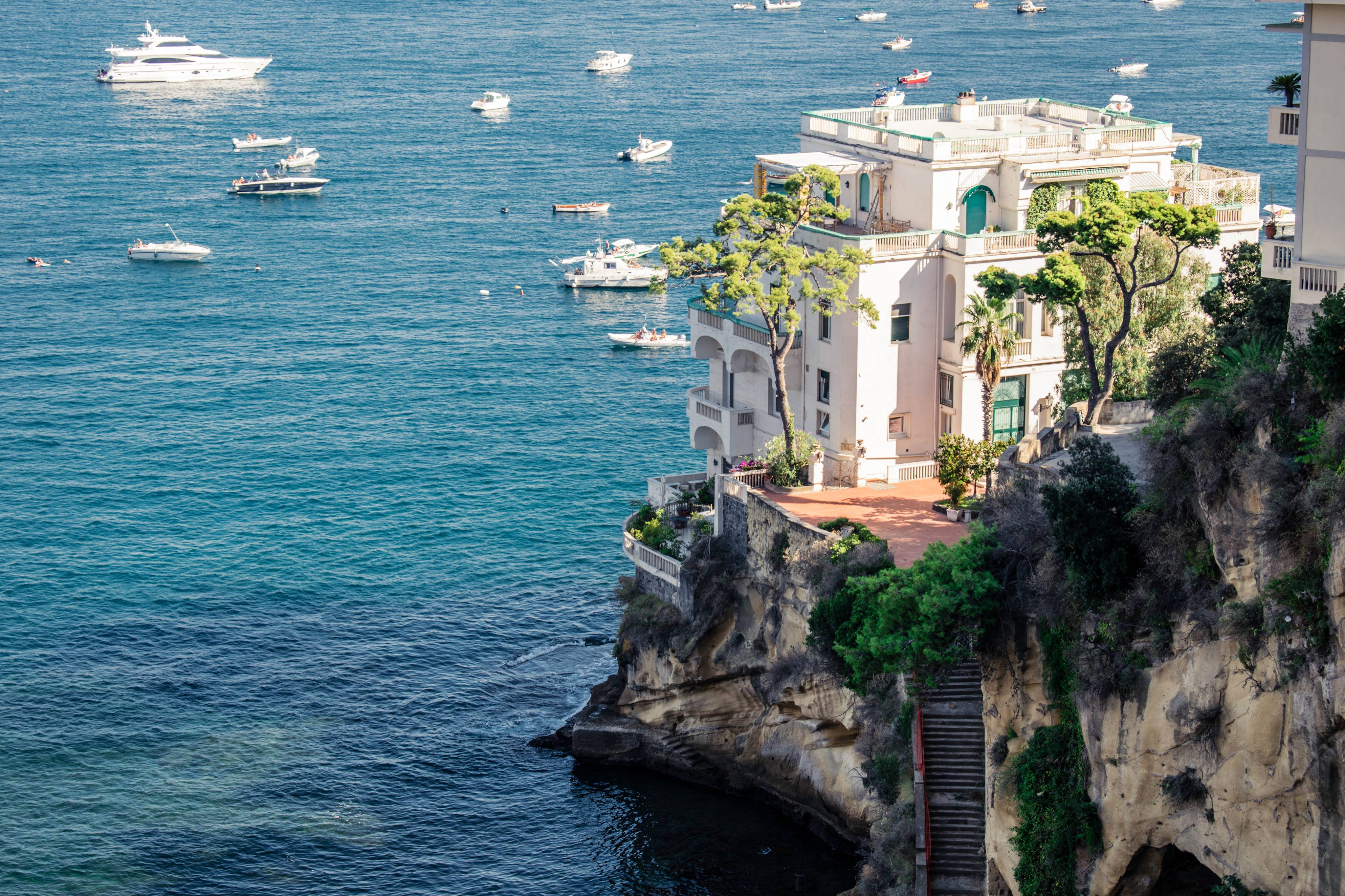
Villa Elisa (via Posillipo 45)

Per ville di Napoli si intendono qui soprattutto le dimore signorili costruite dal Rinascimento aragonese alla Belle Époque.
Esse costituiscono un inestimabile patrimonio di stili architettonici, arte e cultura. Per le ville dei dintorni e della campagna vedere ville della Campania.

## Storia
La rinomata bellezza del golfo di Napoli, sin dall'antichità, è stata scelta per la costruzione di innumerevoli, ricchi e vasti impianti di ville. Fin dal tempo dei Romani possedere una dimora per gli otia in città era sinonimo di grande potere e successo sociale. Oggi le loro rovine sono riscontrabili prevalentemente lungo la costa di Posillipo. 
In seguito, col rinascimento aragonese e soprattutto nel periodo vicereale e borbonico, l'intera corte napoletana e molti altri nobili fecero a gara nel farsi costruire importanti e lussuose dimore nella capitale o nei suoi immediati dintorni, come dimostrano le ville vesuviane del Miglio d'oro. Furono disposti a pagare anche cifre esorbitanti ed esigendo solo i migliori architetti ed artisti presenti sul mercato (Luigi Vanvitelli, Ferdinando Fuga, Ferdinando Sanfelice, Domenico Antonio Vaccaro, Mario Gioffredo).
La Napoli borghese ottocentesca, che ormai andava spogliandosi di quei vizi e di quei lussi tipici dell'aristocrazia del secolo precedente, riuscì solo faticosamente a rievocare i vecchi fasti architettonici. Fu un periodo relativamente poco significativo per le ville napoletane, poiché non va dimenticato che fece pur sempre, anche se in maniera del tutto inconsapevole, da padre a quelle singolari bizzarrie dell'eclettismo e del Liberty napoletano scatenatesi poi nei primi decenni del XX secolo.
Infine le terribili speculazioni edilizie, che caratterizzarono soprattutto gli anni cinquanta del Novecento, minacciarono e distrussero vari impianti di ville, in varie zone della città, soprattutto al Vomero e a Posillipo; mentre quelle sopravvissute alle demolizioni persero in parte il pregio di essere completamente immerse nel verde. 
Oggi il loro numero è comunque particolarmente elevato e rappresentano un elemento aggiuntivo al patrimonio architettonico e naturalistico della città. Alcune di esse sono dunque scomparse e presenti soltanto in vecchie cartine o raffigurazioni della città, mentre altre ancora sono state mutilate degli ampi spazi verdi. Infine vi sono poi le ville che versano in cattivo stato di conservazione ed urgono di un restauro e risanamento conservativo (un esempio è la Torre Caselli, o villa Bertè, ai Colli Aminei).
Di seguito una lista orientativa di questa tipologia di strutture entro i confini comunali della città.

## Le ville rinascimentali nella Napoli aragonese e nel Cinquecento
| NOME VILLA                                         | AUTORE/I                 | PERIODO DI COSTRUZIONE | UBICAZIONE                               | STATO D'USO            | IMMAGINE | CONDIZIONI |
| -------------------------------------------------- | ------------------------ | ---------------------- | ---------------------------------------- | ---------------------- | -------- | --- |
| Villa di Ferrante d'Aragona                        | Giuliano da Maiano attr. | XV secolo              | Largo Ferrandina, 48                     | In uso                 |          | Profondamente modificata rispetto alle origini, attualmente conosciuta con il nome di Palazzo Bivona                               |
| Villa La Conigliera                                | Giuliano da Maiano       | XV secolo              | Vico Luperano, 7                         | In uso                 |          | Trasformata nel Seicento in Palazzo Muscettola. Ampliata, sopraelevata e sfigurata, conserva resti del portico rinascimentale      |
| Villa di Poggioreale                               | Giuliano da Maiano       | XV secolo              | Via Nuova Poggioreale (altezza Ex Dazio) | Scomparsa              |          | Scomparsa nel corso dei secoli a causa dell'abbandono del sito dopo le Guerre d'Italia nel primo Cinquecento                       |
| Villa La Duchesca                                  | Giuliano da Maiano       | XV secolo              | Via Stanislao P. Mancini                 | Scomparsa              |          | Scomparsa nel Settecento. Ha dato il nome all'intera area                                                                          |
| Villa del Pontano                                  |                          | XV secolo              | Via Annella di Massimo, 3                | Scomparsa              |          | Sostituita da un palazzo ottocentesco progettato dall'arch. Francesco De Simone. Due lapidi ne testimoniano l'esistenza del luogo. |
| Villa del Sannazaro                                |                          | XVI secolo             | Zona bassa di Posillipo                  | Scomparsa              |          | Abbattuta dagli spagnoli intorno al 1530.                                                                                          |
| Villa La Torre dei Terracina                       |                          | XVI secolo             | Via Pontano, 83                          | Parzialmente scomparsa |          | Trasformata nelle porzioni che restano                                                                                             |
| Villa Pescolanciano                                |                          | XVI secolo             |                                          | Parzialmente scomparsa |          | Trasformata nelle porzioni che restano                                                                                             |
| Villa Carafa a Pizzofalcone                        |                          | XVI secolo             | Via Egiziaca a Pizzofalcone, 44          | Parzialmente scomparsa |          | Trasformata nel Seicento nel Presidio Militare di Pizzofalcone, attualmente sede dell'Archivio di Stato-sez. Militare              |
| Villa Regina                                       |                          | XVI secolo             | Via Belvedere, 131                       | In uso                 |          | Sede scolastica privata |
| Casina dell'Annunciata o Palazzo del Duca d'Aquale |                          | XV secolo              | Via Posillipo, 42                        | In uso                 |          | Attualmente Villa Mazziotti. Frazionata in un condominio                                                                           |

## Posillipo: i fasti del Seicento e dell'Ottocento
| NOME VILLA                        | AUTORE/I                            | PERIODO DI COSTRUZIONE | UBICAZIONE                      | STATO D'USO | IMMAGINE | CONDIZIONI                                               |
| --------------------------------- | ----------------------------------- | ---------------------- | ------------------------------- | ----------- | -------- | -------------------------------------------------------- |
| Villa Bracale                     |                                     | 1878                   | Via Posillipo, 37               | In uso      |          |                                                          |
| Villa Chierchia                   | Stefano Gasse attr.                 | 1820 ca.               | Via Posillipo, 1                | In uso      |          | Sede di un circolo esclusivo cittadino                   |
| Villa Cilento                     |                                     | 1880                   | Via Torre Ranieri, 5            | In uso      |          | Impiegata come villa per cerimonie                       |
| Villa Cottrau                     | Alfredo Cottrau                     | 1875                   | Via Posillipo, 35               | In uso      |          |                                                          |
| Villa Craven                      |                                     | 1819                   | Via Posillipo, 52               | In uso      |          |                                                          |
| Villa d'Abro                      | Alfonso Guerra                      | 1870                   | Via Posillipo, 46               | In uso      |          |                                                          |
| Villa d'Avalos                    |                                     | 1871                   | Via Posillipo, 47               | In uso      |          |                                                          |
| Villa De Martino                  |                                     | 1880/1890 circa        | Via Posillipo, 316              | In uso      |          |                                                          |
| Villa de Mellis                   |                                     | XIX secolo             | Via Ferdinando Russo, 9         | In uso      |          | Sede del noto ristorante Giuseppone a Mare               |
| Villa Dini                        |                                     | XIX secolo             | Via Posillipo, 226              | In uso      |          | Nucleo dell'ospedale Pausilipon                          |
| Villa Doria d'Angri               | Bartolomeo Grasso e Guglielmo Bechi | 1833                   | Via Petrarca, 80                | In uso      |          | Sede Parthenope                                          |
| Villa Emma                        |                                     | XVI secolo             | Via Ferdinando Russo, 27        | In uso      |          |                                                          |
| Villa Fattorusso                  |                                     | XIX secolo             | Via Posillipo, 68               | In uso      |          | Impiegata come villa per cerimonie                       |
| Villa Gallotti                    |                                     | XVII secolo            | Via Posillipo, 54               | In uso      |          |                                                          |
| Villa di Grotta Marina            |                                     | XVII secolo            | Via Posillipo, 33               | In uso      |          |                                                          |
| Villa Emma Hamilton               |                                     | XVIII secolo           | Via Posillipo, 15-17            | In uso      |          | Parzialmente demolita per l'ampliamento di Via Posillipo |
| Villa Karnap                      |                                     | XIX secolo             | Via Posillipo, 50               | In uso      |          |                                                          |
| Villa Kernot                      |                                     | 1884                   | Via Posillipo, 102              | In uso      |          |                                                          |
| Villa Lamperti                    |                                     | XVII secolo            | Via Orazio, 121a                | In uso      |          |                                                          |
| Villa Luisa                       |                                     | XVI secolo             | Via Posillipo, 222              | In uso      |          |                                                          |
| Villa Maisto                      |                                     | XIX secolo             | Via Posillipo, 66 (Viale Costa) | In uso      |          |                                                          |
| Villa Malatesta                   |                                     | XIX secolo             |                                 | In uso      |          |                                                          |
| Villa Manzo                       |                                     | XIX secolo             | Via del Marzano                 | In uso      |          |                                                          |
| Villa Matarazzo                   |                                     | XVIII secolo           | Via Privata Matarazzo, 2        | In uso      |          |                                                          |
| Villa Mon Plaisir e villa Guercia |                                     | XVI secolo             | Via Posillipo, 7                | In uso      |          |                                                          |
| Villa Pavoncelli                  |                                     | 1890                   | Via Posillipo, 26               | In uso      |          |                                                          |
| Villa Piscione                    |                                     |                        |                                 | In uso      |          |                                                          |
| Villa Riario Sforza               |                                     | XIX secolo             | Via Posillipo, 222              | In uso      |          |                                                          |
| Villa Rivalta                     |                                     | 1884                   | Via Posillipo, 56               | In uso      |          |                                                          |
| Villa Rocca Belvedere             |                                     | XIX secolo             | Via Posillipo, 213              | In uso      |          |                                                          |
| Villa Rocca Matilde               |                                     | 1842                   | Via Posillipo, 222              | Abbandonata |          |                                                          |
| Villa Roccaromana                 |                                     | 1814                   | Via Posillipo, 38 A             | In uso      |          |                                                          |
| Villa Rosebery                    | Stefano Gasse                       | 1801                   | Via Ferdinando Russo, 26        | In uso      |          | Bene della Repubblica Italiana, residenza presidenziale  |
| Villa Ruffo della Scaletta        |                                     | XIX secolo             | Via Posillipo, 204              | In uso      |          |                                                          |
| Villa Taglioni                    |                                     | XVI secolo             | Via Catullo, 7                  | In uso      |          |                                                          |
| Villa Thalberg                    |                                     | XIX secolo             | Via Santo Strato, 7             | In uso      |          |                                                          |
| Villa Salvo                       |                                     | 1860                   | Via Posillipo, 196              | In uso      |          |                                                          |
| Villa Semmola                     |                                     | XIX secolo             | Via Posillipo, 54               | In uso      |          |                                                          |
| Villa Volpicelli                  |                                     | XIX secolo             | Via Ferdinando Russo, 23        | In uso      |          |                                                          |

## Il regno borbonico e le grandi ville patrizie del Vomero
| NOME VILLA                | AUTORE/I           | PERIODO DI COSTRUZIONE    | UBICAZIONE                    | STATO D'USO | IMMAGINE | CONDIZIONI                                                                      |
| ------------------------- | ------------------ | ------------------------- | ----------------------------- | ----------- | -------- | ------------------------------------------------------------------------------- |
| Villa Floridiana          | Antonio Niccolini  | 1818                      | Via Cimarosa, 77              | In uso      |          | Parco pubblico e Museo nazionale della ceramica Duca di Martina                 |
| Villa Lucia               | Antonio Niccolini  | 1818                      | Vicoletto Cimarosa, 9         | In uso      |          |                                                                                 |
| Villa Carafa di Belvedere | Bonaventura Presti | 1672                      | Via Belvedere, 33             | In uso      |          | Impiegata come villa per cerimonie                                              |
| Villa De Rosa             |                    | XIX secolo                | Salita Petraio, 21            | In uso      |          |                                                                                 |
| Villa Giordano Duchaliot  |                    | 1809                      | Via Belvedere, 45             | In uso      |          |                                                                                 |
| Villa Ricciardi           |                    | 1817                      | Largo Domenico Martuscelli, 1 | In uso      |          | Sede di istituto scolastico                                                     |
| Villa Leonetti            |                    | XIX secolo                | Via Aniello Falcone, 460      | In uso      |          |                                                                                 |
| Villa Salve               |                    | XVIII secolo              | Corso Europa, 37              | In uso      |          |                                                                                 |
| Villa Patrizi             |                    | 1766                      | Via Alessandro Manzoni, 41    | In uso      |          |                                                                                 |
| Villa Pietracatella       |                    | 1760                      | Via Enrico Alvino, 9          | In uso      |          | Trasformata e alterata con aggiunta di nuovi corpi di fabbrica. Sede scolastica |
| Villa Presenzano          |                    | 1880                      | Via Aniello Falcone, 249      | In uso      |          |                                                                                 |
| Villa Haas                |                    | XVIII secolo              | Via Cimarosa, 37              | In uso      |          |                                                                                 |
| Villa Costanza            |                    | 1830                      | Vico Acitillo, 12             | In uso      |          |                                                                                 |
| Villa Majo                | Antonio Niccolini  | XVIII secolo - XIX secolo | Via Girolamo Santacroce       | In uso      |          | Residenza temporanea di Gaetano Donizetti                                       |

## Le ville dei Camaldoli e dell'Arenella
| NOME VILLA                           | AUTORE/I               | PERIODO DI COSTRUZIONE                                   | UBICAZIONE                                          | STATO D'USO | IMMAGINE | CONDIZIONI                                                                          |
| ------------------------------------ | ---------------------- | -------------------------------------------------------- | --------------------------------------------------- | ----------- | -------- | ----------------------------------------------------------------------------------- |
| Torre Caracciolo (maniero a turrito) |                        | XV secolo                                                | Via Torre Caracciolo (Marano di Napoli)             | In uso      |          |                                                                                     |
| Villa Donzelli                       |                        | 1650 ca.                                                 | Via Pietro Castellino, 120                          | In uso      |          | Utilizzata come comunità - famiglia                                                 |
| Villa Paradiso                       |                        | XX secolo (fusione di residenze precedenti)              | Via Pietro Castellino, 141                          | In uso      |          |                                                                                     |
| Villa La Decina                      | Dante Tassotti (attr.) | XVIII secolo (rifacimenti fino agli inizi del XX secolo) | Via Vicinale Soffritto, 1 (confine Napoli - Marano) | Abbandonata |          |                                                                                     |
| Villa Visocchi                       |                        | XVIII secolo                                             | Salita Due Porte, 84                                | In uso      |          |                                                                                     |
| Villa Lieto Garzilli                 |                        | XVIII secolo                                             | Salita Arenella, 9                                  | In uso      |          | Parzialmente demolita e inglobata in moderni condomini di speculazione edilizia     |
| Villa La Marca Massa                 |                        | XVIII secolo                                             | Vico Molo alle Due Porte                            | In uso      |          |                                                                                     |
| Villa Poggio De Mari                 |                        | XVIII secolo                                             | Via Poggio De Mari                                  | In uso      |          | Completamente trasformata e inglobata in moderni condomini di speculazione edilizia |
| Villa Rotondo                        |                        | XIX secolo                                               | Via Bernardo Cavallino, 40                          | In uso      |          | Parzialmente demolita e inglobata in moderni condomini di speculazione edilizia     |
| Villa Gigante                        |                        | 1840 ca.                                                 | Via Giacinto Gigante, 19                            | In uso      |          |                                                                                     |
| Villa del Conte di Acerra            |                        | XVIII secolo                                             | Rampe Giancarlo Siani, 2                            | In uso      |          |                                                                                     |

## Le ville di Chiaia
| NOME VILLA                                      | AUTORE/I                                                                          | PERIODO DI COSTRUZIONE | UBICAZIONE             | STATO D'USO | IMMAGINE | CONDIZIONI                                                                                           |
| ----------------------------------------------- | --------------------------------------------------------------------------------- | ---------------------- | ---------------------- | ----------- | -------- | --- |
| Villa Bivona (vedi Villa di Ferrante d'Aragona) |                                                                                   | XV secolo              | Largo Ferrandina, 48   | In uso      |          | |
| Villa Pignatelli                                | Pietro Valente, Guglielmo Bechi, un anonimo architetto parigino, Gaetano Genovese | 1826                   | Riviera di Chiaia, 200 | In uso      |          | Museo Principe Diego Aragona Pignatelli Cortés e Museo delle carrozze, oltre a Casa della Fotografia |
| Villa Elvira                                    |                                                                                   | XVIII secolo           | Via Tasso, 5           | In uso      |          | |

## A corona dei siti reali di Portici e di Capodimonte

### Verso l'area vesuviana: San Giovanni a Teduccio e Barra
| NOME VILLA                          | AUTORE/I                                                                                    | PERIODO DI COSTRUZIONE    | UBICAZIONE                    | STATO D'USO | IMMAGINE | CONDIZIONI                                   |
| ----------------------------------- | ------------------------------------------------------------------------------------------- | ------------------------- | ----------------------------- | ----------- | -------- | -------------------------------------------- |
| Villa Cristina                      |                                                                                             | XVIII secolo              | Corso San Giovanni, 879       | In uso      |          |                                              |
| Villa Faraone                       |                                                                                             | 1855                      | Corso San Giovanni, 1076      | In uso      |          |                                              |
| Villa Papa                          | Sconosciuto architetto di scuola sanfeliciana                                               | XVIII secolo              | Corso San Giovanni, 889       | In uso      |          |                                              |
| Villa Paudice                       | Sconosciuto architetto di scuola sanfeliciana                                               | XVIII secolo              | Corso San Giovanni, 893       | In uso      |          |                                              |
| Villa Percuoco                      |                                                                                             | XVIII secolo              | Corso San Giovanni, 901       | In uso      |          |                                              |
| Villa Procaccini                    |                                                                                             | XVIII secolo              | Corso San Giovanni, 711       | In uso      |          | Mal conservata, in stato di avanzato degrado |
| Villa Raiola Scarinzi               |                                                                                             | XVIII secolo              | Corso San Giovanni, 732       | In uso      |          |                                              |
| Villa Vittoria                      |                                                                                             | XIX secolo                | Corso San Giovanni, 752       | In uso      |          |                                              |
| Villa Volpicelli (al n.827)         |                                                                                             | XVIII secolo              | Corso San Giovanni, 827       | In uso      |          |                                              |
| Villa Volpicelli (al n.835)         |                                                                                             | XVIII secolo              | Corso San Giovanni, 835       | In uso      |          |                                              |
| Villa Vignola                       |                                                                                             | XVIII secolo              | Via Comunale Lieto, 14        | In uso      |          |                                              |
| Villa Amalia                        |                                                                                             | XVII secolo               | Via Giovan Battista Vela, 273 | In uso      |          |                                              |
| Villa Nasti                         |                                                                                             | XVIII secolo              | Via Giovan Battista Vela, 110 | In uso      |          |                                              |
| Villa Spinelli di Scalea            |                                                                                             | XVIII secolo              | Corso Sirena, 165             | In uso      |          |                                              |
| Dipendenza Villa Spinelli di Scalea |                                                                                             | XVIII secolo - XIX secolo | Via Giovan Battista Vela, 23  | In uso      |          |                                              |
| Villa Bisignano                     |                                                                                             | XVI secolo (fondazione)   | Corso Sirena, 67              | In uso      |          |                                              |
| Villa Filomena                      |                                                                                             | XVIII secolo              | Corso Sirena, 55              | In uso      |          |                                              |
| Villa Pignatelli di Monteleone      | Ferdinando Sanfelice e Ferdinando Fuga                                                      | 1728 - 1766               | Corso Sirena, 7               | In uso      |          | Mal conservata, in stato di avanzato degrado |
| Villa Giulia                        | Luigi Vanvitelli, Carlo Vanvitelli, Francesco Collecini, Pietro Vanvitelli e Nicola Breglia | 1760 ca.                  | Via Tropeano, 68              | In uso      |          |                                              |
| Villa Sant'Anna                     |                                                                                             | XIX secolo - XX secolo    | Via Luigi Volpicella, 310     | In uso      |          |                                              |
| Villa Carraturo                     |                                                                                             |                           | Via Luigi Martucci, 49        | In uso      |          |                                              |
| Villa De Cristofaro                 |                                                                                             |                           | Corso Sirena, 177             | In uso      |          |                                              |
| Villa Diana                         |                                                                                             |                           | Via Villa Bisignano, 45       | In uso      |          |                                              |
| Villa Mastellone                    |                                                                                             |                           | Casale di Barra               | In uso      |          |                                              |
| Villa Scuotto                       |                                                                                             |                           | via Bernardo Quaranta, 102    | In uso      |          |                                              |
| Villa Spena                         |                                                                                             |                           | Corso San Giovanni, 1042      | In uso      |          |                                              |
| Palazzo Vacca                       |                                                                                             |                           | Corso San Giovanni, 958       | In uso      |          |                                              |

### Verso Capodimonte: San Carlo all'Arena, Stella e Miano
| NOME VILLA                       | AUTORE/I                                                               | PERIODO DI COSTRUZIONE              | UBICAZIONE                                                       | STATO D'USO                                                          | IMMAGINE | CONDIZIONI |
| -------------------------------- | ---------------------------------------------------------------------- | ----------------------------------- | ---------------------------------------------------------------- | -------------------------------------------------------------------- | -------- | --- |
| Casina dei Principi              | Ignoto architetto su commissione dei Carmignano, marchesi di Acquaviva | XVII secolo                         | via Miano, 2 (all'interno del Parco della Reggia di Capodimonte) | Destinata a ospitare la collezione d'arte contemporanea di Lia Rumma |          | |
| Palazzo Torre Palasciano         | Antonio Cipolla                                                        | 1868 ca.                            | Salita Moiariello, 60                                            | In uso                                                               |          | |
| Torre Caselli                    |                                                                        | XIX secolo                          | Cupa Imparato, 1                                                 | In fase di restauro e rifunzionalizzazione                           |          | L'immobile è in stato di restauro e recupero funzionale da parte di privati.                                                     |
| Villa Addeo                      |                                                                        | XIX secolo                          | Via Macedonia, 25                                                | In uso                                                               |          | |
| Villa Bloch                      |                                                                        | XVIII secolo                        | Salita Scudillo (ramo superiore)                                 | In uso                                                               |          | |
| Villa Bozzi                      | Stefano Gasse                                                          | 1825                                | Via Ponti Rossi, 105                                             | In uso                                                               |          | Proprietà curia arcivescovile |
| Villa Campbell                   |                                                                        | XVIII secolo                        | Viale Colli Aminei                                               | In uso                                                               |          | Istituto Religioso della Pia società delle figlie di San Paolo                                                                   |
| Villa Casazza                    |                                                                        | XVIII secolo                        | Salita Moiariello, 64                                            | In uso                                                               |          | |
| Villa Colonna Bandini            | Antonio Niccolini                                                      | XIX secolo                          | Viale Colli Aminei                                               | In uso                                                               |          | |
| Villa de Marsilio                |                                                                        | XVIII secolo                        | Via Ponti Rossi                                                  | In uso                                                               |          | |
| Villa Forquet                    |                                                                        | XVIII secolo                        | Salita Scudillo, 17                                              | In uso                                                               |          | |
| Villa Gallo                      | Antonio Niccolini                                                      | 1465 -1473 ristrutturata nel 1806   | Viale dei Pini, 53                                               | In uso                                                               |          | |
| Villa Gargiulo                   |                                                                        | XIX secolo                          | Salita Moiariello, 50                                            | In uso                                                               |          | |
| Villa Il Capriccio               |                                                                        | XVIII secolo                        | Via Lieti a Capodimonte, 97                                      | In uso                                                               |          | Uffici comunali |
| Villa La Fiorita                 |                                                                        | XVIII secolo                        | Salita Scudillo, 19                                              | In uso                                                               |          | Adibita per attività ricretive                                                                                                   |
| Villa La Riccia                  |                                                                        | XVI secolo - rifacimento XIX secolo | Salita della Riccia                                              | In uso                                                               |          | Abbattuta e ricostruita come osservatorio astronomico                                                                            |
| Villa Lieto                      |                                                                        | XVIII secolo                        | Via Nuova San Rocco, 68                                          | In uso                                                               |          | |
| Villa Manfredi                   |                                                                        | XVI secolo                          | Via Miano, 99                                                    | In uso                                                               |          | |
| Villa Paternò                    | Ignazio Cuomo, Gaetano Barba e Giovan Battista Nauclerio               | XVIII secolo                        | Strada Vicinale Cupa delle Tozzole, 3                            | In uso                                                               |          | |
| Villa Raffaelli                  |                                                                        |                                     | Via Ponti Rossi                                                  | In uso                                                               |          | |
| Villa Ruffo                      | Antonio Niccolini                                                      | XIX secolo                          | Via Capodimonte, 16                                              | In uso                                                               |          | |
| Villa Tempestini                 |                                                                        | XIX secolo                          | Via Cupa Macedonia, 5                                            | In uso                                                               |          | |
| Villa Valiante                   |                                                                        | XIX secolo                          | Salita Scudillo                                                  | In uso                                                               |          | |
| Villa Walpole                    |                                                                        | XVIII secolo                        | Via Ponti Rossi, 118                                             | In uso                                                               |          | |
| Villa Castagneto                 |                                                                        | XVIII secolo                        | Via del Serbatoio allo Scudillo                                  | Semi abbandonata                                                     |          | |
| Villa Di Donato                  |                                                                        | XVIII secolo                        | Via Macedonia, 11-12                                             | In uso                                                               |          | |
| Villa Heigelin                   | Friedrich Dehnhardt (architetto del giardino)                          | XVIII secolo                        | Via Francesco Provenzale, 1                                      | Semi abbandonata                                                     |          | Semi distrutta dai bombardamenti della Seconda guerra mondiale e ricostruita in difformità rispetto all'originale settecentesco. |
| Villa Collareta                  |                                                                        | XVIII secolo                        | Via Ponti Rossi, 113 (salita Collareta)                          | In uso                                                               |          | |
| Villa de Rossi (Villa Anna)      |                                                                        | XIX secolo                          | Salita Moiariello, 68                                            | In uso                                                               |          | |
| Villa Russo                      |                                                                        | XVII secolo                         | Via Samuele Cagnazzi, 48                                         | In uso                                                               |          | Appartenuta a Ferdinando Russo                                                                                                   |
| Villa del Principe d'Alessandria |                                                                        | XVIII secolo                        | Via Capodimonte, 23                                              | In uso                                                               |          | |
| Villa Famiglietti                |                                                                        | XVIII secolo                        | Salita Moiariello, 45                                            | In uso                                                               |          | |
| Villa Florido                    |                                                                        | XVIII secolo                        | Salita di Mauro, 24                                              | In uso                                                               |          | |
| Villa Ranieri (Villa Fiorita)    |                                                                        | XX secolo                           | Via Samuele Cagnazzi, 29                                         | In uso                                                               |          | Ad uso alberghiero |
| Villa Colletta                   |                                                                        | XIX secolo                          | Via Ponti Rossi, 21-44                                           | In uso                                                               |          | |
| Villa Rita                       |                                                                        | XIX secolo                          | Via Bosco di Capodimonte, 74b                                    | in uso                                                               |          | |
| Villa Bagnulo                    |                                                                        | XIX secolo                          | Via Bosco di Capodimonte, 26                                     | in uso                                                               |          | |
| Villa Ferretti                   |                                                                        | XIX secolo                          | Via Miano, 73                                                    | In uso                                                               |          | |
| Villa Fragalà                    |                                                                        | XIX secolo                          | Via Ponti Rossi, 54                                              | In uso                                                               |          | |
| Villa Maria                      |                                                                        | XIX secolo - XX secolo              | Salita Moiariello, 18                                            | In uso                                                               |          | |
| Villa Capezzuto                  |                                                                        | XIX secolo - XX secolo              | Salita Moiariello, 60                                            | In uso                                                               |          | |
| Villa Colaneri                   |                                                                        | XVIII secolo                        | Salita Moiariello, 72                                            | In uso                                                               |          | |
| Villa Ricci                      |                                                                        | XIX secolo - XX secolo              | Via Mianella, 51                                                 | In uso                                                               |          | |
| Villa Florio                     |                                                                        | XVIII secolo                        | Salita Paradisiello                                              | In uso                                                               |          | |
| Villa Torre                      |                                                                        | XVIII secolo                        | Salita Paradisiello, 3                                           | In uso                                                               |          | |
| Villa Reichlin                   |                                                                        | XIX secolo                          | via Capodimonte, 28A                                             | In uso                                                               |          | |
| Villa del Prato                  |                                                                        |                                     |                                                                  |                                                                      |          | |
| Villa Falcon                     |                                                                        |                                     |                                                                  | Scomparsa                                                            |          | |
| Villa Meuricofre                 |                                                                        |                                     |                                                                  | Scomparsa                                                            |          | |
| Villa Morra                      |                                                                        |                                     |                                                                  | Scomparsa                                                            |          | |

## il Novecento: l'eclettismo, il liberty e il razionalismo
| NOME VILLA                          | AUTORE/I                                          | PERIODO DI COSTRUZIONE                          | UBICAZIONE                  | STATO D'USO | IMMAGINE | CONDIZIONI                                            |
| ----------------------------------- | ------------------------------------------------- | ----------------------------------------------- | --------------------------- | ----------- | -------- | ----------------------------------------------------- |
| Villa Spera                         | Adolfo Avena                                      | 1922                                            | Via Tasso, 615              | In uso      |          |                                                       |
| Villa Luisa                         |                                                   | XVI secolo - ampliamenti XIX secolo e XX secolo | Via Posillipo, 222          | In uso      |          |                                                       |
| Villino Elena e Maria               | Ettore Bernich e Michele Capo                     | 1904                                            | Via Tito Angelini, 44       | In uso      |          |                                                       |
| Villa Arata                         | Giò Ponti                                         | 1952                                            | Via Francesco Petrarca      | In uso      |          |                                                       |
| Villa Bianca                        | Massimo Pica Ciamarra                             | 1967-1970                                       | Via Francesco Petrarca, 38  | In uso      |          |                                                       |
| Villa Ebe                           | Lamont Young                                      | 1922                                            | Rampe Lamont Young          | Abbandonata |          | Degrado dovuto ad un incendio doloso avvento nel 2000 |
| Villa Ferri                         | Francesco Della Sala e Luigi Cosenza              | 1947                                            | Via Nevio, 26               | In uso      |          |                                                       |
| Villa Pappone                       | Gregorio Botta                                    | 1912                                            | Salita del Casale, 5        | In uso      |          |                                                       |
| Villino Adriana                     |                                                   | XX secolo                                       | Corso Vittorio Emanuele, 21 | In uso      |          |                                                       |
| Villa Carmela Vittoria              |                                                   | 1914 -1922                                      | Viale Colli Aminei, 7       | In uso      |          |                                                       |
| Villa De Cristoforo                 | Michele Platania                                  | 1912 - 1914                                     | Via Filippo Palizzi, 39     | In uso      |          | Istituto scolastico religioso                         |
| Villa Catello-Piccoli               | Adolfo Avena                                      | 1918                                            | Via Domenico Cimarosa, 79   | In uso      |          |                                                       |
| Villa Jovene                        | Franz di Lella                                    | 1901 - 1903                                     | Discesa Coroglio, 40        | In uso      |          |                                                       |
| Villa La Loggetta                   | Marcello Canino                                   | 1936 - 1937                                     | Via Bernardo Cavallino, 50  | In uso      |          |                                                       |
| Villa La Santarella                 | Antonio Curri                                     | XIX secolo                                      | Via Luigia Sanfelice, 16    | In uso      |          |                                                       |
| Villa Giordano                      |                                                   | XVI secolo e XX secolo                          | Via Posillipo, 7            | In uso      |          |                                                       |
| Villa Livia                         |                                                   | XX secolo                                       | Via Parco Grifeo, 13        | In uso      |          |                                                       |
| Villa Loreley                       | Adolfo Avena                                      | XX secolo                                       | Via Gioacchino Toma, 18     | In uso      |          |                                                       |
| Villa Ascarelli                     | Adolfo Avena                                      | 1913 - 1915                                     | Via Filippo Palizzi, 43     | In uso      |          |                                                       |
| Villa Casciaro                      | Dusmet                                            | 1908 - 1910                                     | Via Luca Giordano, 112      | In uso      |          |                                                       |
| Villa Oro                           | Bernard Rudofsky e Luigi Cosenza                  | 1934 - 1937                                     | Via Orazio                  | In uso      |          |                                                       |
| Villa Savarese                      | Luigi Cosenza                                     | 1942                                            | Via Scipione Capece, 14     | In uso      |          |                                                       |
| Villa Crespi                        | Davide Pacanowski e Adriano Galli                 | 1955                                            | via Felice Minucio, 6       | In uso      |          |                                                       |
| Villa Maderna                       | Davide Pacanowski                                 | 1959                                            | Via del Parco Carelli       | In uso      |          |                                                       |
| Villa Rachele                       | arch. Mazza                                       | XX secolo                                       | Piazzetta Santo Stefano, 1  | In uso      |          |                                                       |
| Villa a Trentaremi                  | Massimo Nunziata                                  | 1954                                            | Discesa Gaiola              | In uso      |          |                                                       |
| Villino Berlingieri                 | Arturo Tricomi (1911) Gaetano Borrelli Rojo(1992) | 1911 e 1992                                     | Via Petronio                | In uso      |          |                                                       |
| Villa in via Tasso 315              |                                                   |                                                 | Via Tasso, 315              | In uso      |          |                                                       |
| Villa Pansini                       |                                                   | 1922                                            | Via Filippo Palizzi, 15     | In uso      |          |                                                       |
| Villa Borghese                      |                                                   |                                                 | Via Santo Strato, 15        | In uso      |          |                                                       |
| Villa Elena                         | Leonardo Paterna Baldizzi                         | 1913                                            | Via Domenico Cimarosa, 7    | In uso      |          |                                                       |
| Villa Gilda                         |                                                   | XX secolo                                       | Corso Europa, 21            | In uso      |          |                                                       |
| Villa Antonio                       |                                                   | XX secolo                                       | Via Posillipo, 316          | In uso      |          |                                                       |
| Villa Leocadia                      |                                                   | XX secolo                                       | Via Antonio Mancini, 42- 44 | In uso      |          |                                                       |
| Villa Hertha                        |                                                   | XX secolo                                       | Via Luigia Sanfelice, 20    | In uso      |          |                                                       |
| Villa Cusani                        | Ing. Ciaramella                                   | XX secolo                                       | Via Posillipo               | In uso      |          |                                                       |
| Villa Rosalia                       |                                                   | XX secolo                                       | Via Cimarosa, 6             | In uso      |          |                                                       |
| Villa Curcio (o Castello Grifeo)    |                                                   | 1875                                            | Via Parco Grifeo, 37        | In uso      |          |                                                       |
| Villa in via Andrea Vaccaro 31      |                                                   | XX secolo                                       | Via Andrea Vaccaro, 31      | In uso      |          |                                                       |
| Villino in via Aniello Falcone 68   |                                                   | XX secolo                                       | Via Aniello Falcone, 68     | In uso      |          |                                                       |
| Villino in via Filippo Palizzi 9    |                                                   | XX secolo                                       | Via Filippo Palizzi, 9      | In uso      |          |                                                       |
| Villa Guggenheim (Parco Grifeo n.1) |                                                   | XX secolo                                       | Via Parco Grifeo, 1         | In uso      |          |                                                       |
| Villa Parco Grifeo nn.25-27         |                                                   | XX secolo                                       | Via Parco Grifeo, 46        | In uso      |          |                                                       |
| Villa Parco Grifeo n.46             |                                                   | XX secolo                                       | Via Parco Grifeo, 46        | In uso      |          |                                                       |
| Villa Masselli                      |                                                   | XX secolo                                       | Via Parco Margherita, 103   | In uso      |          |                                                       |
| Villa Tribbia                       |                                                   | XX secolo                                       | Via Parco Margherita, 97    | In uso      |          |                                                       |
| Villa Mario                         |                                                   | XX secolo                                       | Via Posillipo, 316          | In uso      |          |                                                       |
| Villa Spinelli                      |                                                   | XX secolo                                       | Via Belsito, 37-41          | In uso      |          |                                                       |
| Villa in via Tasso n.589            |                                                   | XX secolo                                       | Via Tasso, 589              | In uso      |          |                                                       |
| Villa Bramante                      |                                                   | XX secolo                                       | Via Manzoni, 88             | In uso      |          |                                                       |
| Villa in via Manzoni n.156          |                                                   | XX secolo                                       | Via Manzoni, 156            | In uso      |          |                                                       |
| Villa De Vita                       |                                                   | XX secolo                                       | Via Manzoni, 254            | In uso      |          |                                                       |
| Villa Fulco                         |                                                   | XX secolo                                       | Via Luca Giordano, 116      | In uso      |          |                                                       |
| Villa Marinella                     |                                                   | XX secolo                                       | Via Tasso, 628              | In uso      |          |                                                       |
| Villa Panza                         |                                                   | XX secolo                                       | Salita del Casale, 18       | In uso      |          |                                                       |
| Villa Ratti                         |                                                   | 1926                                            | Discesa Coroglio, 7         | In uso      |          |                                                       |
| Villino Giuseppe                    |                                                   | XX secolo                                       | Via Santo Strato, 19        | In uso      |          |                                                       |
| Villino Marechiaro                  |                                                   | XX secolo                                       | Via Santo Strato, 18        | In uso      |          |                                                       |
| Villa Coruzzolo                     |                                                   | XX secolo                                       | Via Santo Strato, 67        | In uso      |          |                                                       |
| Villino Gemma                       |                                                   | XX secolo                                       | Via Nicola Ricciardi, 29    | In uso      |          |                                                       |
| Villa Dora                          |                                                   | XX secolo                                       | Salita del Casale, 10       | In uso      |          |                                                       |
| Villa Fermariello                   |                                                   | 1894 secolo                                     | Via Annibale Caccavello, 16 | In uso      |          |                                                       |
| Villini Liberty di via Palizzi      |                                                   | XX secolo                                       | Via Palizzi                 | In uso      |          |                                                       |
| Ville a Marechiaro                  |                                                   | XX secolo                                       | Via Marechiaro              | In uso      |          |                                                       |
|                                     |                                                   |                                                 |                             |             |          |                                                       |
|                                     |                                                   |                                                 |                             |             |          |                                                       |

## Altre ville
- Casina Russo (via Montedonzelli n.51)
- Masseria Campanile (Posillipo)
- Masseria Luce (San Pietro a Patierno)
- Masseria Ramirez
- Masseria Spinosa
- Masseria Torno Aldana
- Masseria Vinaccia (via Alessandro Manzoni n.196)
- Villa Adele (Salita Petraio n.12)
- Villa Annina
- Villa Antonietta (San Giovanni a Teduccio, via Bernardo Quaranta n.55)
- Villa Aprile (via Montedonzelli)
- Villa Argento (Discesa Gaiola)
- Villa Avallone
- Villa Bechi
- Villa Bergamino
- Villa Bisogni (Chiaiano)
- Villa Buono
- Villa Cacace (via Alessandro Manzoni n.228)
- Villa Caccioppoli [4].
- Villa Cagnazzi
- Villa Cantore (via Mariano d'Amelio n.38)
- Villa Capano (via Alessandro Manzoni n.204)
- Villa Capasso (via Aniello Falcone n.438)
- Villa Carolina (Secondigliano)
- Villa Carolina (via Raffaele Morghen)
- Villa Castiglione (via Alessandro Manzoni n.246)
- Villa Clelia (via Posillipo n.272)
- Villa Corigliano (vico Corigliano n.8)
- Villa Costa (Posillipo)
- Villa Covino (via Annibale Caccavello n.20)
- Villa Crauso (via Enrico Presutti n.36)
- Villa Cuomo (Chiaiano, via Croce n.28)
- Villa Curci (Salita Petraio)
- Villa D'Anna (via Alessandro Manzoni n.298)
- Villa De Lieto (Corso Vittorio Emanuele)
- Villa De Tommaso
- Villa delle Fate (o Villa Padula, via Capodimonte)
- Villa Di Candia
- Villa Elisa (via Posillipo n.45)
- Villa Fernandes (via Posillipo)
- Villa Garofalo (via Girolamo Santacroce)
- Villa Giovannina (Salita Petraio)
- Villa in Corso Sirena 2B
- Villa in Corso Sirena n.56
- Villa in via Bernardo Quaranta n.83
- Villa in via Bernardo Quaranta n.124
- Villa in via Porta di Posillipo n.59
- Villa in via Nicola Ricciardi n.54
- Villa Loffredo (via della Ferrovia, Secondigliano)
- Villa Marigliano
- Villa Marotta (Posillipo)
- Villa Marseglia (Chiaiano, via della Chiesa n.28)
- Villa Matilde
- Villa Mauri (Chiaiano[5])
- Villa Mazza (Rione Pica)
- Villa Menzione
- Villa Montemajor
- Villa Montepavone Spardozzi
- Villa Montournel
- Villa Morabito (Ponticelli)
- Villa Morgese (Barra, Corso Sirena n.218)
- Villa Motzo Dentice (via del Marzano)
- Villa Pace (Salita Tasso n.5)
- Villa Palmieri (nel giardino del Palazzo Del Doce in vico della Neve n.30)
- Villa Palumbo
- Villa Parlato (viale Virgiliano n.14)
- Villa Petrone (Largo Caterina Volpicelli)
- Villa Pirozzi (Ponticelli, via Angelo Camillo De Meis n.61)
- Villa Postiglione (via Mariano d'Amelio n.8)
- Villa Quaranta (Barra, via Bernardo Quaranta n.101)
- Villa Quintieri
- Villa Rasulo (Corso San Giovanni a Teduccio n.589)
- Villa Rispoli (via Manzoni)
- Villa Rotondi
- Villa Rubinacci (Barra)
- Villa Ruffo di Calabria (via Francesco Crispi n.69)
- Villa Salimbene-Giannone (via Annibale Caccavello n.10)
- Villa Sanfelice di Monteforte (via Nicola Ricciardi n.24)
- Villa Santo Strato (meglio nota come Villa Marechiaro) - in via Santo Strato a Posillipo (di fianco a Villa Laudiero n.17)
- Vila Sardanelli (via Alessandro Manzoni n.237)
- Villa Sasso
- Villa Sava (via Giovanni Pontano)
- Villa Savino (Corso San Giovanni a Teduccio n.772)
- Villa Suarez (via Saverio Gatto n.18)
- Villa Tafone
- Villa Torelli (via Capodimonte 27A)
- Villa Tramontano
- Villa Tropeano (Ponticelli)
- Villa Vellusi (Calata San Francesco n.7)
- Villa Zattari
- Villa Zaza (Corso Vittorio Emanuele n.394)
- Villino Alfiero (Corso Secondigliano n.202)
- Villino Chambry (Barra)
- Villino Cimmino (Corso Secondigliano)
- Villino Colonna di Stigliano (via Crispi)
- Villino De Luca (via Girolamo Santacroce n.13)
- Villino Elisabetta (Corso San Giovanni a Teduccio n.1022)
- Villino Florio (via Tasso n.456)
- Villino in via del Parco Margherita n.38
- Villino Margherita (via Carlo de Marco n.19)
- Villino Matilde (via Carlo de Marco n.17)
- Villino Toma (Corso Vittorio Emanuele n.539-540)
- Villino Valente (piazza Salvatore Di Giacomo n.131)
- Villino Wenner (nel giardino del palazzo Carafa di Noja in via Monte di Dio nn.61-66)

## Galleria d'immagini

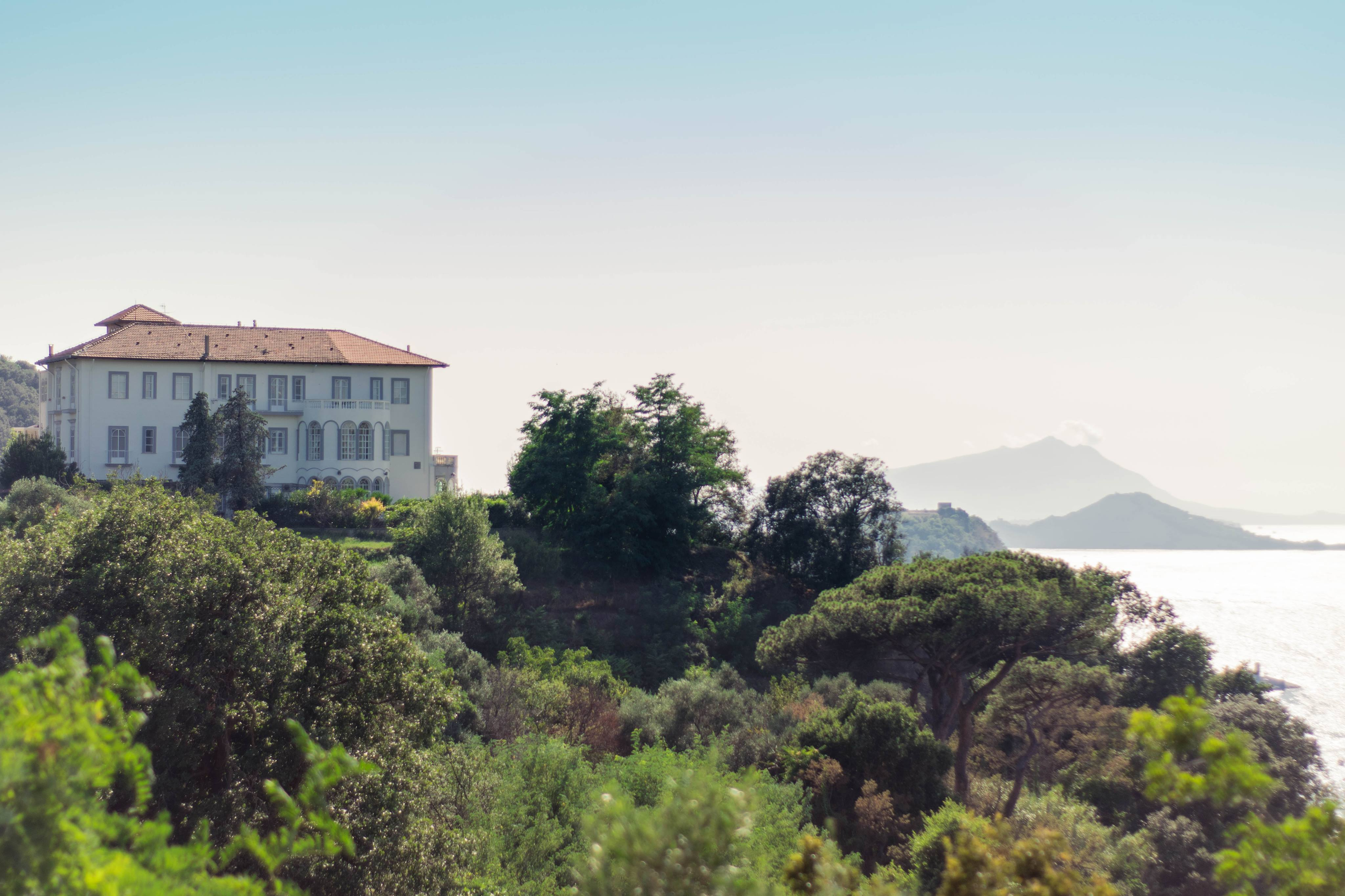
Villa Parlato in viale Virgiliano 14
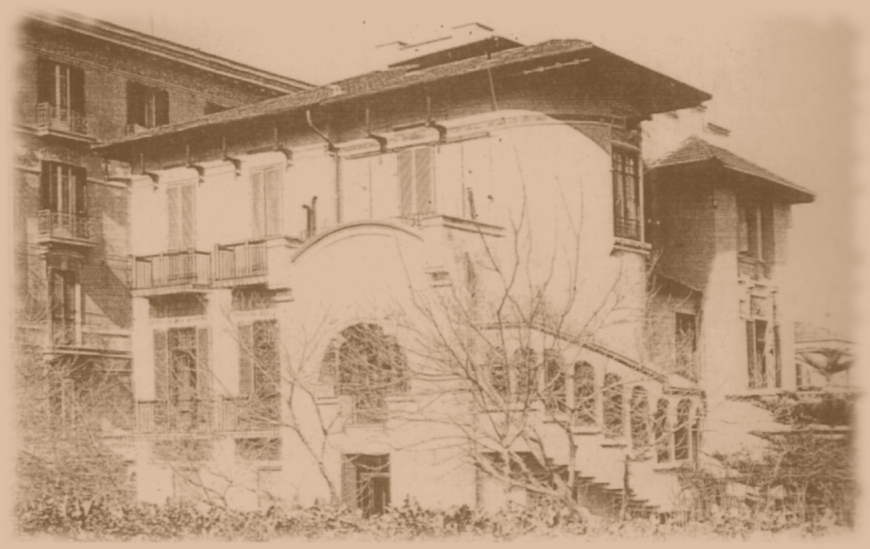
Villa Scaldaferri (demolita negli anni '50 del 900)
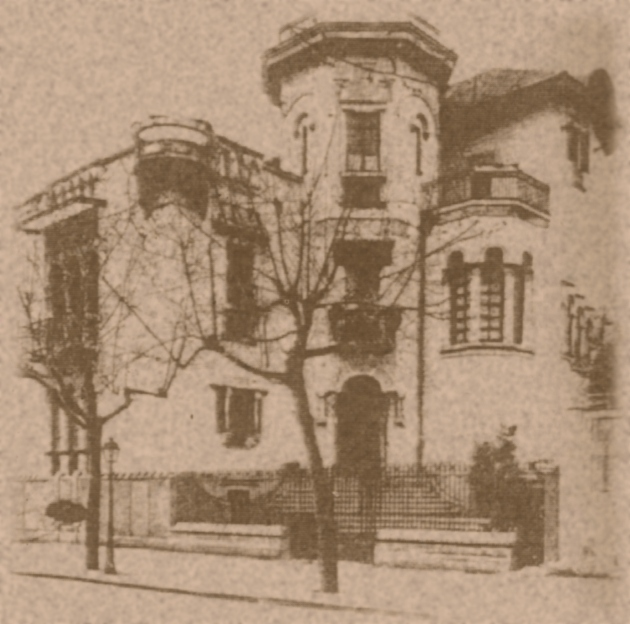
Villa Vena (demolita negli anni '50)
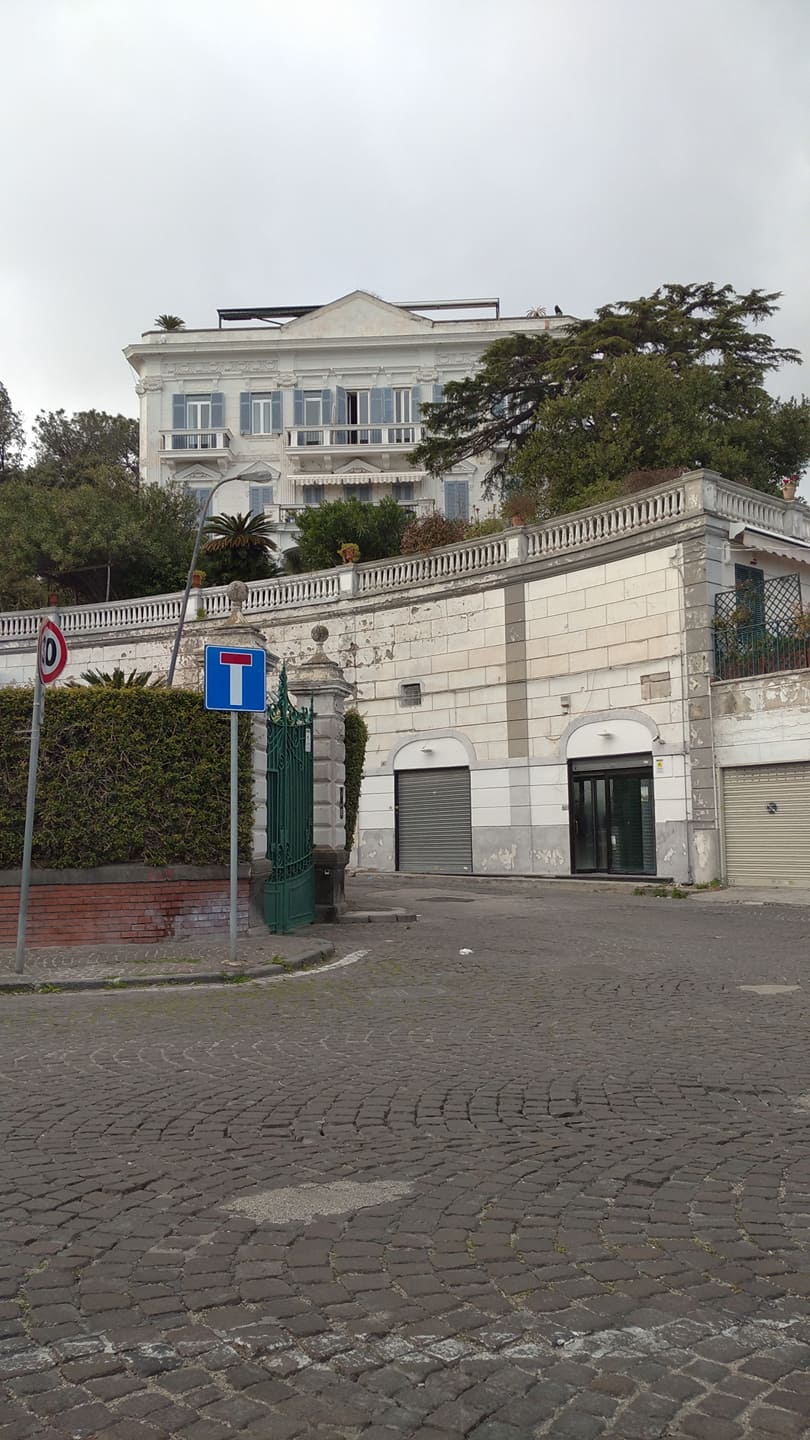
Scorcio della Villa Sanfelice di Monteforte in via Nicola Ricciardi n.24
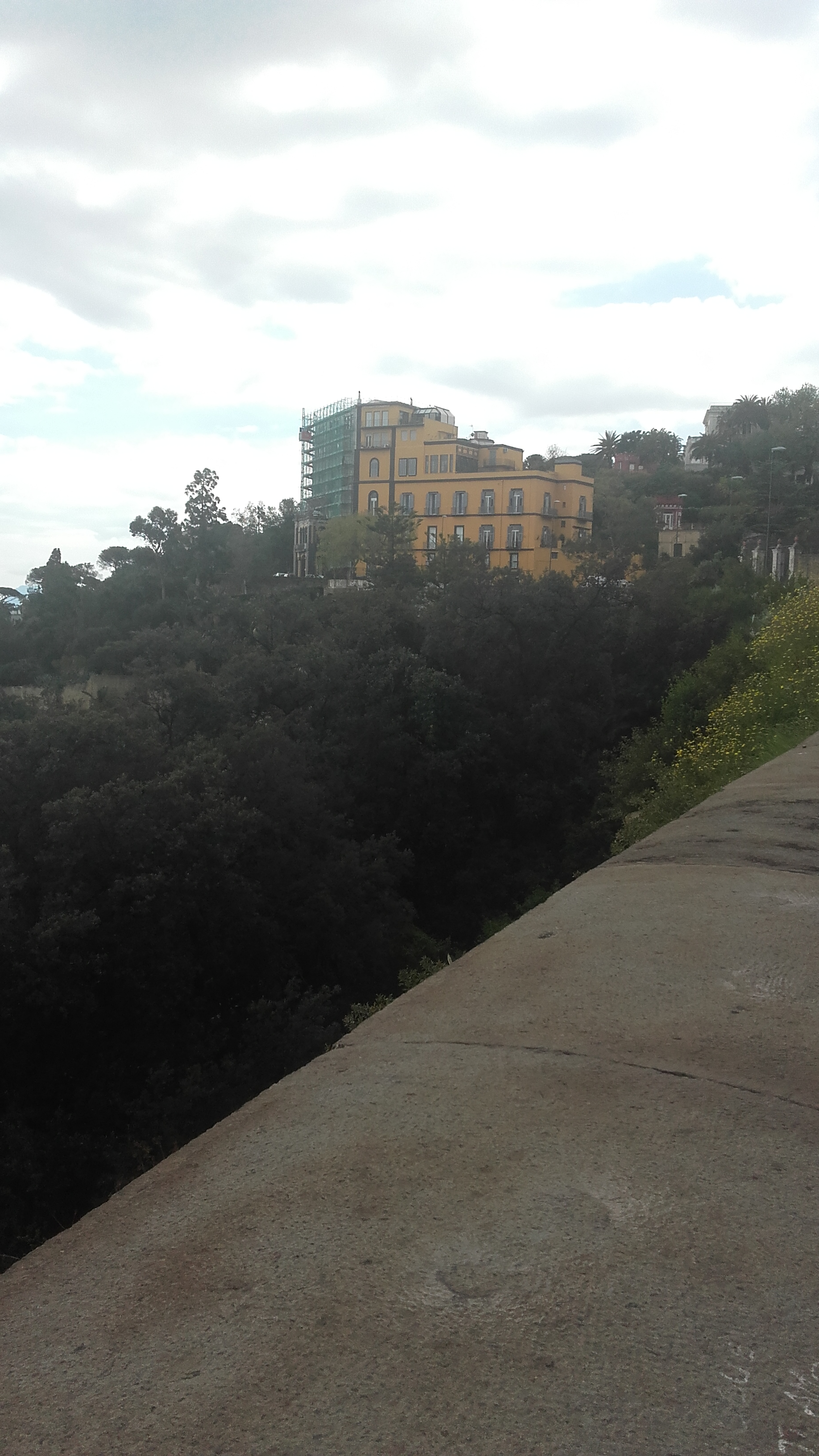
Villa Salvo in via Posillipo n.196
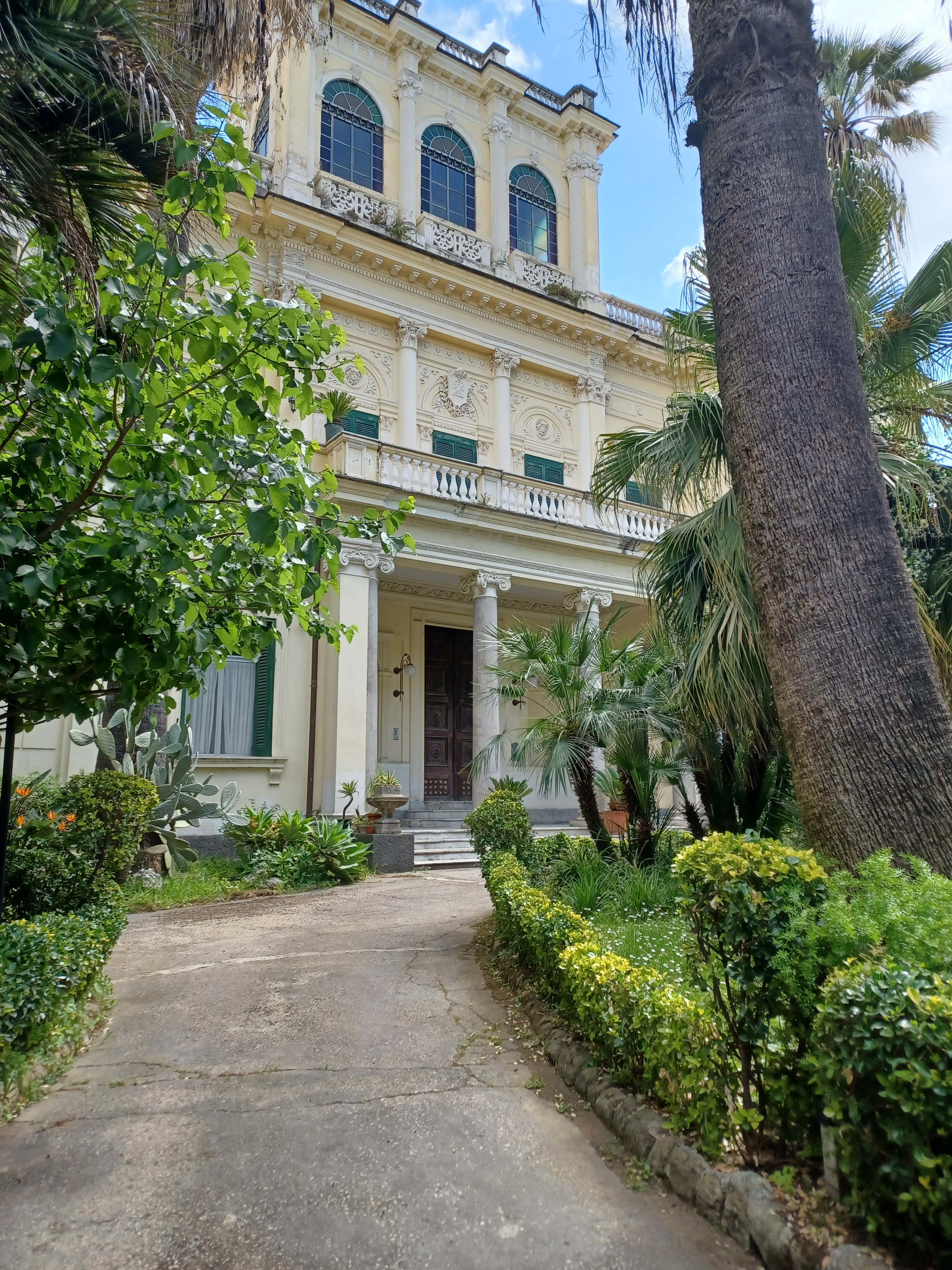
Villa Alfiero sita nel Corso Secondigliano
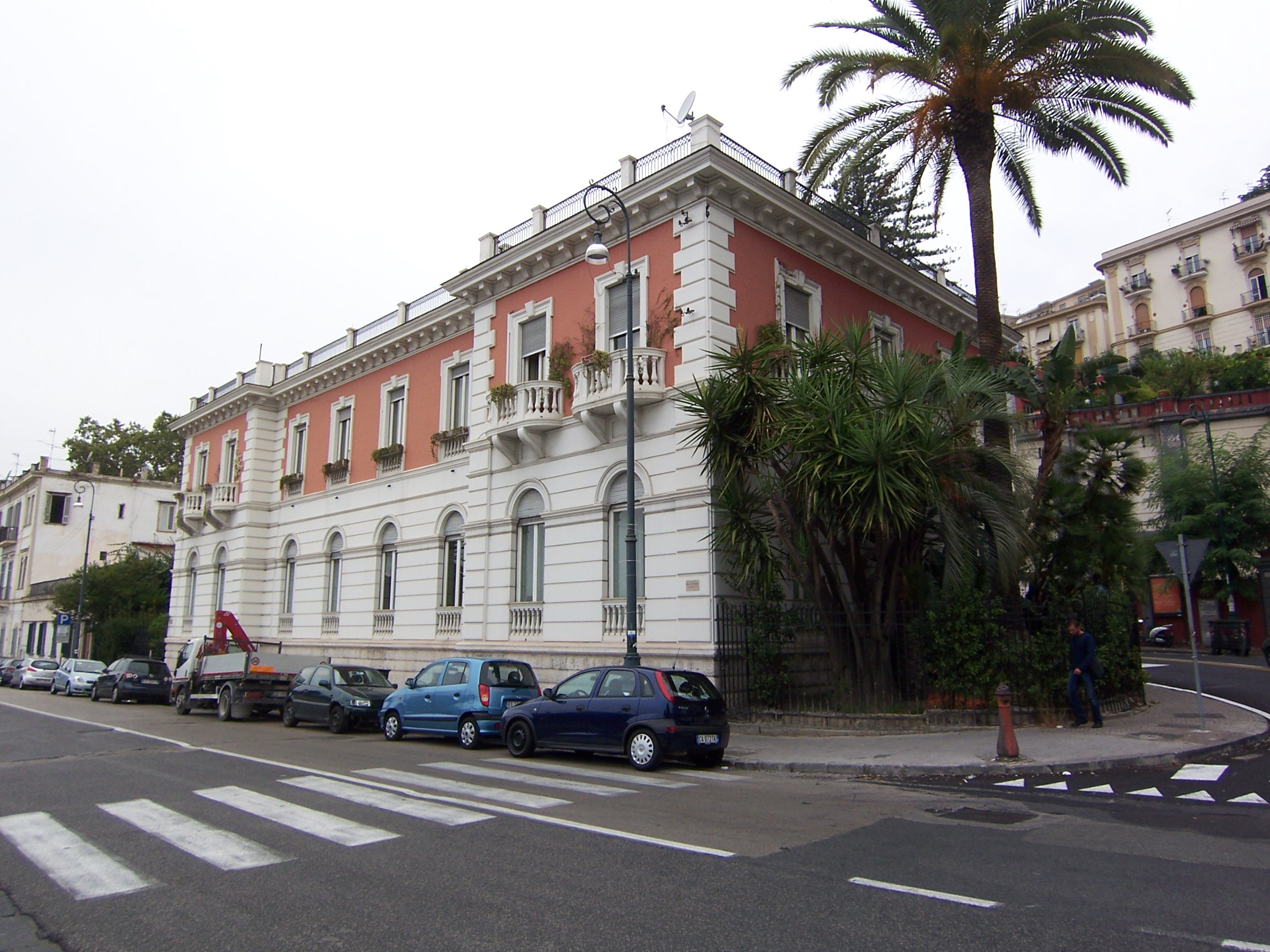
Villa in Corso Vittorio Emanuele, appartenuta ai discendenti Diaz